# Haltichella
Haltichella (лат.) — род мелких хальциноидных наездников из семейства Chalcididae. Около 35 видов. Встречаются повсеместно (космополитное распространение).

## Описание
Мелкие и среднего размера перепончатокрылые хальциды (2 — 4 мм). Задние голени снаружи с дополнительным килем, первый тергит по крайней мере с парой продольных килей в основании; часто с дополнительными бороздками или килями, которые часто кпереди соединены поперечным килем; первый тергит относительно крупнее (больше половины метасомы или достигает середины метасомы); вершина скутеллюма двузубая или двудольная; переднеспинка без переднего валика или очерчена до боковых третей; дорсальная часть подковообразного киля нечёткая или неправильная. Крылья с сильно редуцированным жилкованием. Задние бёдра увеличенные, лапки состоят из пяти сегментов. Основная окраска чёрная с жёлтыми, красными или белыми отметинами. Паразитируют на куколках бабочек (Lepidoptera) (Bucculatricidae, Gelechiidae, Momphidae, Notodontidae, Oecophoridae, Pyralidae, Tortricidae) и перепончатокрылых (Hymenoptera) (Braconidae, Ichneumonidae). Большинство видов паразитоиды, но часть видов гиперпаразитоиды других паразитов бабочек.

## Систематика
Род был впервые выделен в 1811 году итальянским энтомологом Максимилианом Спинолой, типовым видом которого в 1929 году был обозначен таксон Chalcis bispinosa Fabricius (= Chalcis rufipes Olivier). Включён в состав трибы Haltichellini, из подсемейства Haltichellinae. Haltichella близок к роду Neohaltichella, но отличается следующими признаками: 1) основание первого тергита T1 с продольным килем (у Neohaltichella он отсутствует); 2) T1 сравнительно крупнее, чем у larger Neohaltichella; 3) голова и грудь менее толстая, чем у Neohaltichella, и 4) тело не густо опушенное (у Neohaltichella тело густо опушенное).

### Список видов
- Haltichella achterbergi Narendran, 1989
- Haltichella aequator Walker, 1862
- Haltichella bilobatus Schmitz, 1946
- Haltichella bimaculata Wang & Li, 2021
- Haltichella bomiana Wang & Li, 2021
- Haltichella burungae Schmitz, 1946
- Haltichella cinchonica Narendran, 1989
- Haltichella clavicornis (Ashmead, 1904)
- Haltichella delhensis Roy & Farooqi, 1984
- Haltichella finator Walker, 1862
- Haltichella flavipes Schmitz, 1946
- Haltichella hydara (Walker, 1842)
- Haltichella includens Walker, 1873
- Haltichella inermis Schmitz, 1946
- Haltichella luzonica Masi, 1929
- Haltichella macrocera Waterston, 1922
- Haltichella magnidens (Girault, 1917)
- Haltichella mboroensis Risbec, 1957
- Haltichella megacerus Schmitz, 1946
- Haltichella melana Schmitz, 1946
- Haltichella nigricola Walker, 1871
- Haltichella nigroclava Roy & Farooqi, 1984
- Haltichella nipponensis Habu, 1960
- Haltichella onatas (Walker, 1843)
- Haltichella ornaticornis Cameron, 1884
- Haltichella perpulcra (Walsh, 1861)
- Haltichella pulla Steffan, 1955
- Haltichella rhyacioniae Gahan, 1927
- Haltichella rufipes (Olivier, 1791)
- Haltichella rutshurui Schmitz, 1946
- Haltichella strigata Wang & Li, 2021
- Haltichella sulcator Walker, 1862
- Haltichella swezeyi Fullaway, 1946
- Haltichella tropaeana Steffan, 1955
- Haltichella uncinatus Schmitz, 1946
- Haltichella variicolor Masi, 1929
- Haltichella versator Walker, 1862
- Haltichella xanticles (Walker, 1843)